# L'Armentera (kommun)
L'Armentera är en kommun i Spanien.   Den ligger i provinsen Província de Girona och regionen Katalonien, i den östra delen av landet, 600 km öster om huvudstaden Madrid. Antalet invånare är 860. Arean är 5,8 kvadratkilometer. L'Armentera gränsar till L'Escala, Sant Pere Pescador och Ventalló. 
Terrängen i L'Armentera är mycket platt.